# Browary

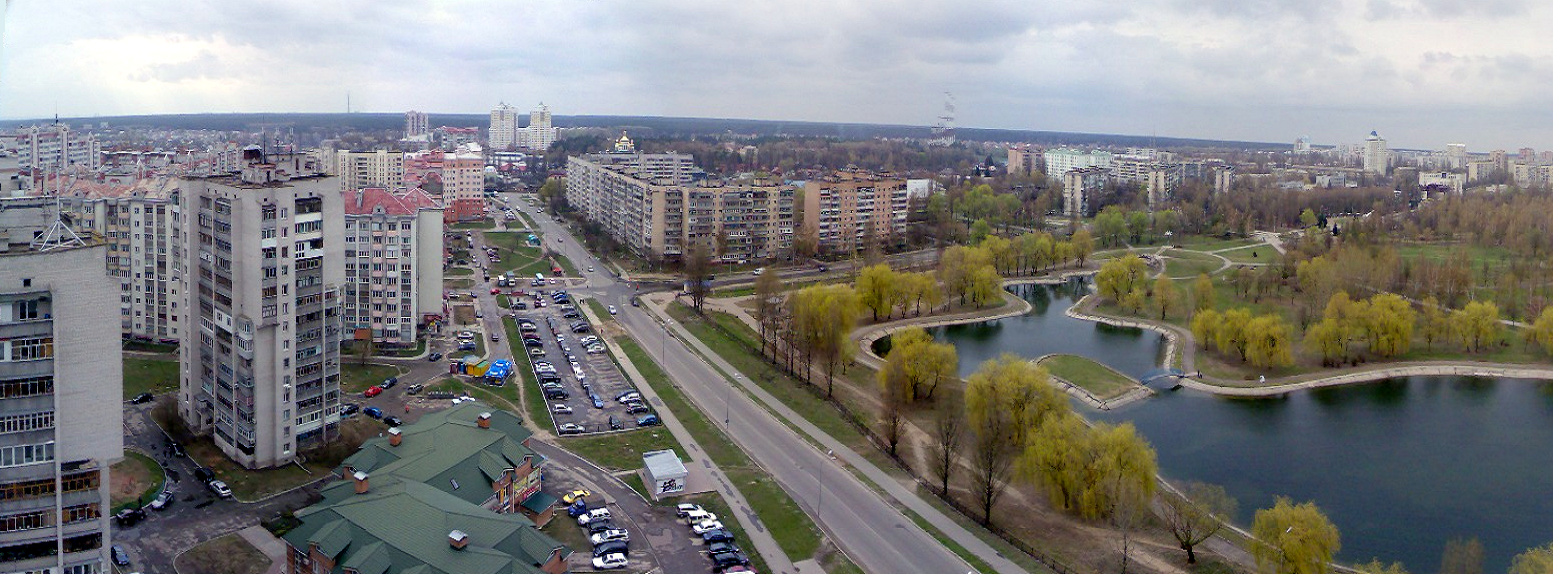
Widok na Browary (17 kwietnia 2010)

Browary (ukr. Бровари; wcześniej także Броварі Browari) – miasto na północnej Ukrainie; stolica rejonu browarskiego w obwodzie kijowskim.
Jest drugim pod względem powierzchni miastem w aglomeracji kijowskiej.
W mieście rozwinął się przemysł metalurgii nieżelaznej, drzewny oraz dziewiarski.
W 1999 r. powstałą w Browarach parafia rzymskokatolicka pw. pod wezwaniem Matki Bożej Nieustającej Pomocy. Prowadzili ją początkowo ojcowie kapucyni, a od 2005 r. ojcowie paulini.

## Miasta partnerskie
- Rockford,
- Szczołkowo,
- Słuck,
- Fontenay-sous-Bois
- Sillamäe